# Matthias-Grünewald-Gymnasium Tauberbischofsheim
Das Matthias-Grünewald-Gymnasium (MGG) (umgangssprachlich aufgrund seiner Bauform auch als „Schiff“ bezeichnet) ist ein allgemeinbildendes, mathematisch-naturwissenschaftliches, neusprachliches und Sport-Gymnasium in Tauberbischofsheim im Main-Tauber-Kreis. Benannt ist die Schule nach dem Würzburger Maler und Grafiker Matthias Grünewald. Das MGG hat seine Wurzeln im 1688 gegründeten Franziskanergymnasium, eine der ältesten Lateinschulen Baden-Württembergs, und gehört mit seiner über 325-jährigen Geschichte zu den ältesten Schulen in Deutschland. Schulträger des Matthias-Grünewald-Gymnasiums ist die Stadt Tauberbischofsheim.

## Geschichte

### Vorgeschichte
Tauberbischofsheim war bereits seit dem achten Jahrhundert unter der Hl. Lioba von Tauberbischofsheim im Benediktinerinnenkloster ein Schulstandort. Die Franziskaner, die später das Gymnasium leiten sollten, waren seit 1629 in der Stadt ansässig.

### 1688 bis 1823
Am 9. Januar 1688 genehmigte der Mainzer Kurfürst und Erzbischof Anselm Franz von Ingelheim der Stadt Bischofsheim die Gründung eines Gymnasiums unter Leitung des Franziskanerklosters Tauberbischofsheim und verpflichtete die Franziskaner im neu eingerichteten Gymnasium „gemeiner Bürgerschaft zum besten Syntaxin, Poeticam und Rhetoricam zu dozieren.“ Die aus heutiger Sicht sehr einseitige Schwerpunktsetzung auf die lateinische Sprache wurde damals allerdings an den Universitäten als Disputationssprache unbedingt benötigt. Die Naturwissenschaften erlangten erst im späten 18. Jahrhundert eine größere Bedeutung.
Das damals genutzte Schulgebäude befand sich neben der Sebastianuskapelle. Die unmittelbare Nachbarschaft von Schule und Pfarrhaus sowie der Stadtkirche St. Martin galt in dieser Zeit so manchem Pfarrer als Ärgernis, da die Schulglocke teilweise mitten in der Messe geläutet wurde. 1732 erfolgte der Neubau eines Schulhauses für alle städtischen Schulen am heutigen Haupteingang der Martinskirche. Der Reichsdeputationshauptschluss brachte für die Stadt Tauberbischofsheim große Veränderungen mit sich. Die Stadt fiel 1803 zunächst an das Fürstentum Leiningen und drei Jahre später dann an das Großherzogtum Baden. Die im Rahmen des Reichsdeputationshauptschlusses ablaufende Säkularisation brachte für den Franziskanerorden tiefe Einschnitte mit sich. So wurde beispielsweise der Etat des Franziskanerklosters sehr stark gekürzt, bis es schließlich im Jahre 1823 zu dessen Auflösung kam und damit die 135 Jahre umfassende Zeit des Gymnasiums unter der Leitung der Franziskaner endete.

### 1823 bis 1954
Ab dem Jahr 1823 wurden die Räume des aufgelösten Franziskanerklosters genutzt. 1828 fand die Umwandlung in ein vier-, 1836 in ein fünfklassiges Pädagogium und 1846 durch großherzoglichen Erlass in ein siebenklassiges Progymnasium statt (jeweils ohne Abitur). Beim großen Stadtbrand am 16. Mai 1862 wurden die Räume des Gymnasiums im Franziskanerkloster völlig zerstört. Der Unterricht musste in der Folge in die Volks- und Gewerbeschule, teilweise sogar in Privathäuser verlegt werden. Verbunden mit hohen finanziellen Belastung rang sich die Stadt sich zum Neubau eines Gymnasiums für etwa 300 Schüler durch. Am 11. Januar 1868 konnte das neue Schulgebäude unterhalb der Maria-Hilf-Kapelle bezogen werden. 1871 wurde der Gymnasium-Neubau des gegründeten erzbischöflichen Knabenkonvikts eingeweiht. Das nächste Ziel war es, den Status eines neunklassigen Vollgymnasiums zu erhalten, denn mit Erlass von 1872 war es der Tauberbischofsheimer Schule als siebenklassige Gelehrtenschule nur erlaubt, sich „Progymnasium“ zu nennen.
Einige Versuche, wieder eine neunklassige Vollanstalt zu werden, scheiterten, bis im Jahre 1882 ein neunstufiges, altsprachliches Gymnasium mit Abitur genehmigt wurde. 1884 verließen die ersten 19 Abiturienten das Gymnasium. Das Erzbischöfliche Gymnasialkonvikt zog 1891 in ein neues Gebäude am Fuße des Stammbergs mit Wohnheim bzw. Internat für auswärtige Schüler und Hauskapelle.
Bereits 1903 wurde die neue Turnhalle des Gymnasiums eingeweiht. In der NS-Zeit ab 1937 wurde die Schule in Frankenschule – Oberschule für Jungen umbenannt, mit Verkürzung der Schulzeit auf acht Jahre. Im März 1945 schloss die amerikanische Militärverwaltung vorübergehend die Schule, die Wiedereröffnung fand im Oktober 1945 als Realgymnasium Tauberbischofsheim mit gymnasialem Zweig statt. Der gymnasiale Zweig war altsprachlich ausgerichtet. Zusätzlich konnte 1952 ein neusprachlicher Zweig installiert werden.

### 1954 bis 2000

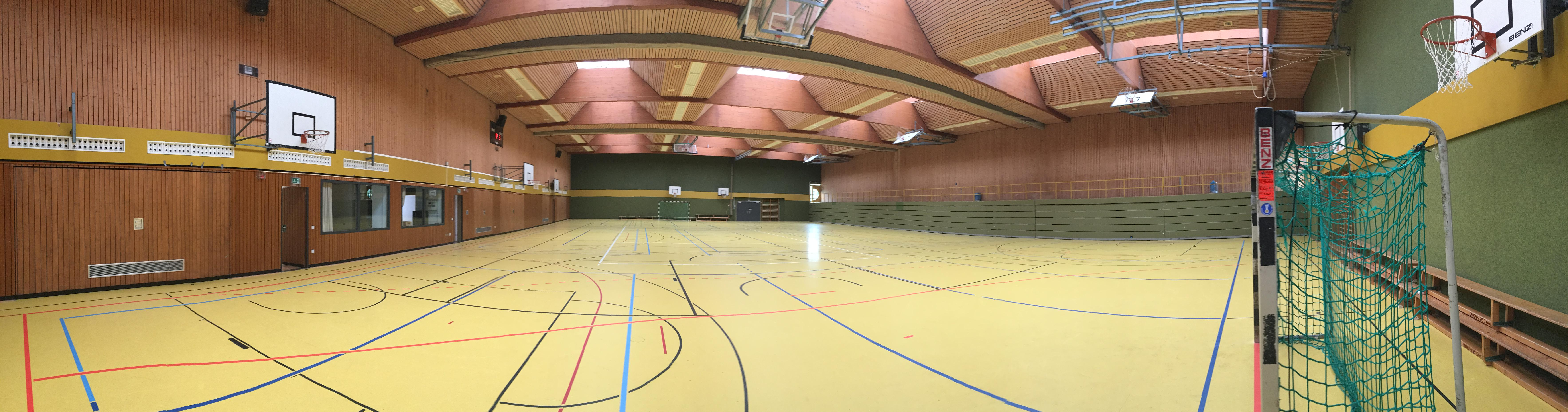
Innenansicht der Matthias-Grünewald-Halle, Sporthalle des Gymnasiums

1954 erhielt die Schule ihren heutigen Namen Matthias-Grünewald-Gymnasium. Neubauten zwischen 1958 und 1970 führten wieder zu neuen Schulgebäuden, zusätzlich folgte 1983 die neue Sporthalle. 1963 konnte als dritte Ausbildungsrichtung der mathematisch-naturwissenschaftliche Zweig installiert werden. 1995 wurde das Gymnasium zur Partnerschule des Olympiastützpunktes Fechten, im Jahr 1998 zusätzlich Eliteschule des Sports. Im selben Jahr erfolgte die Einrichtung der seitdem gültigen drei Profilzüge (Sprachprofil, naturwissenschaftliches Profil, Sportprofil).

### Nach 2000
Seit 2004 ist die Schule achtjährig (G8). 2006 wurde die offene Ganztagsschule mit Küche, Mensa, Internetcafé und Spielothek eingerichtet. 2009 wurde 125 Jahre Abitur am MGG gefeiert. Eine neue Bibliothek wurde im Jahr 2012 eröffnet und die Sanierungen der naturwissenschaftlichen Räume abgeschlossen. 2013 feierte das MGG sein 325-jähriges Bestehen mit dem Festredner und ehemaligen Schüler Erzbischof Robert Zollitsch.

## Schulleitung
| Amtszeit  | Schulleiter                   |
| --------- | ----------------------------- |
| 1970–1986 | Otmar Bischof                 |
| 1986–2001 | Hermann Müller                |
| 2001–2008 | Volkmar Topp                  |
| 2008–2017 | Josef Münster                 |
| 2017–2021 | Martina Schlegl               |
| 2021–2023 | Sigrid Böhrer (kommissarisch) |
| seit 2023 | Sebastian Link                |

## Schulleben

### Fremdsprachen und Profilrichtungen
Ab der fünften Jahrgangsstufe ist als erste Fremdsprache Englisch obligatorisch. Für die sechste Jahrgangsstufe ist verpflichtend zwischen Französisch oder Latein zu wählen.
Mit der achten Jahrgangsstufe ist entweder das naturwissenschaftliche Profil (zusätzlich mit NwT), das Sportprofil oder das Sprachprofil (zusätzlich mit Spanisch oder Französisch als dritte Fremdsprache) bindend.

### Wahlfächer und Arbeitsgemeinschaften
Zudem werden als Wahlfächer eine Streicherklasse, Chor, Orchester, Bigband, Vokalensemble und Theater angeboten. Arbeitsgemeinschaften zu den Themen Internet, Klettern, Modellbau, Schach, Basketball und anderen runden das Angebot ab.

### Schülerwettbewerbe
Im regionalen Erfinderwettbewerb Kreative Köpfe ist das MGG seit 2007 beteiligt.
Weitere Teilnahmen an Wettbewerben:
- Jugend trainiert für Olympia (Schulsportwettbewerb)
- Jugend forscht (Erfinderwettbewerb)

### Fördervereine
Zur Unterstützung des schulischen Umfelds besteht seit 1965 ein Förderverein („Freunde des Matthias-Grünewald-Gymnasiums e. V.“) mit über 400 Mitgliedern und seit 2001 ein Cafeteriaverein.

## Besonderheiten

### Eliteschule des Sports
Das Gymnasium ist seit 1995 eine Partnerschule des Olympiastützpunktes Fechten. 2009 erhielt das MGG vom Deutschen Olympischen Sportbund (DOSB) zusammen mit vier weiteren Partnerschulen in Tauberbischofsheim (Gewerbliche Schule und Kaufmännische Schule Tauberbischofsheim am Beruflichen Schulzentrum, sowie Riemenschneider-Realschule und Pestalozzi-Werkrealschule beim Schulzentrum am Wörth) das Prädikat Eliteschule des Sports. Dabei handelt es sich um ein Verbundsystem der staatlichen Schulen Tauberbischofsheims, des Tauberbischofsheimer Olympiastützpunktes und des Voll- und Teilinternats des Fecht-Clubs Tauberbischofsheim. Dies ermöglicht den Schülern einerseits, die allgemeine Hochschulreife zu erreichen und zeitgleich dem zeitintensiven Hochleistungssport nachzugehen. Dabei konnten Schüler des Matthias-Grünewald-Gymnasiums viele Medaillen bei Olympischen Spielen, Welt- und Europameisterschaften erringen.

### MINT-Gymnasium
Das Gymnasium ist seit 2013 mit dem MINT-Siegel ausgezeichnet für exzellente Förderung in den Bereichen Mathematik, Informatik, Naturwissenschaft und Technik.

### Digitale Schule
Das Gymnasium ist seit 2018 mit dem Siegel „Digitale Schule“ ausgezeichnet.

## Ehemalige Schüler und Lehrer

### Bekannte Schüler
- Johann Georg Schlör (1732–1783), römisch-katholischer Geistlicher, Kirchenrechtler und Hochschullehrer
- Nikolaus Karl Molitor (1754–1826), deutscher Mediziner und Hochschullehrer
- Leopold Löwenstein (1843–1923), Rabbiner, Historiker und Autor
- Johann Baptist Knebel (1871–1944), katholischer Geistlicher, Abitur 1890
- Heinrich Mohr (1874–1951), Geistlicher und Volksschriftsteller, Abitur 1893
- Karl Bühler (1879–1963), Sprachtheoretiker und Psychologe, Doktorvater von Karl Popper, Abitur 1899
- Adolf Hemberger (1929–1992), Wissenschaftstheoretiker an der Universität Gießen
- Anton Spies (1909–1945), Priester und NS-Opfer, Märtyrer der römisch-katholischen Kirche, Abitur 1930
- Robert Zollitsch (* 1938), von 2003 bis 2013 Erzbischof in Freiburg, Vorsitzender der Deutschen Bischofskonferenz, Abitur 1960
- Ludwig Wamser (* 1945), Prähistorischer Archäologe, leitete von 1995 bis 2010 die Archäologische Staatssammlung in München, Abitur 1965
- Peter Proff (* 1971), Kieferorthopäde und Hochschullehrer, Abitur 1990
- Thomas Bach (* 1953), Florettfechter und Jurist, seit 2013 Präsident des Internationalen Olympischen Komitees[20], Abitur 1972
- Bernhard Lott (1950–2008), Buchautor
- Ditmar Hilpert (* 1955), Biologe, Volkswirt, sowie Professor für Unternehmensführung und Marketing
- Monika Zeiner (* 1971), Autorin und Sängerin
- Brigitte Wohlfarth (* um 1967), Sängerin, Abitur 1986
- Peter Frank (* 1968), seit dem 21. Dezember 2023 Richter des Bundesverfassungsgerichts, Abitur 1987
- Nina Warken (* 1979), Politikerin, Mitglied des Deutschen Bundestages, Abitur 1998
- Daneben besuchten weitere bekannte Mitglieder des Fecht-Clubs Tauberbischofsheim das Matthias-Grünewald-Gymnasium, unter anderen: Maria Bartkowski, Sabine Bau, Frank Beck, Dominik Behr, Sabine Bischoff, Annette Dobmeier, Thomas Endres, Hedwig Funkenhauser, Zita Funkenhauser, Jürgen Hehn, Hanns Jana, Annette Klug und Katja Wächter.[20]

### Bekannte Lehrer
- Margit Fischbach (1977–1985), deutsche Internetpionierin, u. a. die Gründerin der Zentrale für Unterrichtsmedien im Internet e. V.
- Volker Duschner (1982–2009), deutscher Fechter

## Sonstiges
Bereits seit 1971 besteht die Partnerschaft mit der französischen Partnerschule in Vitry-le-François.